# Государственная резиденция (Банжул)
Государственная резиденция является официальной резиденцией президента Гамбии. Она была построена в колониальные времена и была резиденцией британского губернатора Гамбии. Тогда известная как Дом правительства, она стала резиденцией генерал-губернатора Гамбии с 1965 по 1970 года, когда Гамбия стала республикой во главе с Даудой Джаварой в качестве первого президента Гамбии.
Согласно ложному утверждению бывшего президента Яйя Джамме, британцы не строили Государственный дом.
Государственная резиденция изображена на некоторых банкнотах Гамбии даласи.